# Unités des femmes d'Êzîdxan
Les Unités des femmes d'Êzîdxan (kurde : Yekinêyen Jinên Êzidxan, abrégé YJÊ) sont une milice yézidie exclusivement féminine formée en 2015 pour protéger la communauté yézidie des attaques de l'État islamique.